# Гримари
Гримари (фр. Grimari) — город префектуры Уака на юге Центральноафриканской Республики.
Город расположен на левом берегу реки Бамба в 307 км к северо-востоку от столицы ЦАР Банги, в 77 км к западу от Бамбари, столицы префектуры Уака. Субпрефектура Гримари состоит из четырёх муниципалитетов: Гримари, Кобаджа, Лисса и Пуйамба.
Муниципалитет Гримари состоит из двадцати двух городских округов.
Население — 14 941 чел. (по данным 2021 года).
Находится на национальной трассе, ведущей от столицы ЦАР Банги на западе до Бамбути, префектуры Верхнее Мбому на границе с Южным Суданом на востоке страны.
Город является резиденцией католического прихода Нотр-Дам-де-ла-Лисс де Гримари, относящегося к Епархия Бамбари.

## Политическая ситуация
В апреле 2014 года здесь произошёл вооружённый конфликт между вооружённой мусульманской группировкой Селека
и христианскими отрядами самообороны (милиции) Антибалака, в результате чего были убиты многие люди, другая часть жителей вынуждена была покинуть свои дома. Силы Антибалаки взяли город под свой контроль. В ноябре 2016 года Гримари был возвращён под контролем сил безопасности, включая полицию и жандармерию.
В январе 2021 года повстанцы вновь напали на Гримари. Правительственные силы удержали город. 15 января повстанцы устроили засаду на миротворцев в городе Гримари, убив одного и ранив двух других бангладешских миротворцев.

## Известные уроженцы
- Гаомбале, Селестен — премьер-министр ЦАР (2003—2005), Председатель Национального собрания Центральноафриканской Республики (2005—2013).
- Гумба, Абель Нгенде — премьер-министр ЦАР (1958, 1959, 2003), вице-президент Центрально-Африканской Республики (2003—2005).